# Ichneumon haematonotus
Ichneumon haematonotus är en stekelart som beskrevs av Wesmael 1859. Ichneumon haematonotus ingår i släktet Ichneumon och familjen brokparasitsteklar. Arten är reproducerande i Sverige. Inga underarter finns listade i Catalogue of Life.